# Docalidia exilis
Docalidia exilis är en insektsart som beskrevs av Nielson 1982. Docalidia exilis ingår i släktet Docalidia och familjen dvärgstritar. Inga underarter finns listade i Catalogue of Life.